# BBDO J WEST
株式会社BBDO J WEST（ビービーディーオー ジェイ ウエスト、登記社名: 株式会社ビービーディオー・ジェイ・ウェスト）は、福岡県福岡市中央区天神に本社を置く外資系広告代理店。

## 概要
日本最大規模の外資系広告代理店である、I&S BBDO（アイアンドエス・ビービーディオー）のグループ会社であり、日本初の外資系リージョナルエージェンシーとして2002年（平成14年）に設立された。

## 沿革
- 1947年（昭和22年）6月 - 第一広告社として設立。
- 1986年（昭和61年）10月 - 読売新聞グループとなっていた第一広告社が、セゾングループのエスピーエヌと合併し、新社名I&Sとなった。
- 1998年（平成10年）
  - 3月 - アメリカの大手広告代理店グループであるオムニコムグループと資本提携し傘下に収まる。
  - 6月 - 同社傘下のBBDOワールドワイドと業務提携する。
- 2000年（平成12年）4月 - オムニコム/BBDOグループの明確化のために「I&S BBDO」に社名変更。
- 2002年（平成14年）5月 - 広島以西の拠点を束ね、分離独立。日本初の外資系リージョナルエージェンシーとして、株式会社BBDO J Westとなる。
- 2003年（平成15年） - 英文社名表記を現在の表記に変更。
- 2008年（平成20年）6月 - 中国検索サイト大手「Baidu」と韓国のポータルサイト大手「Daum」の両社と、広告戦略の立案や広告商品の販売においての基本契約を締結。両サイトへの広告出稿やマーケティング戦略の共同立案を実行する。九州の各企業・団体のアジア展開も支援する狙いがあると思われる。